# Cornal Hendricks
Pour les articles homonymes, voir Hendricks.

a Compétitions nationales et continentales officielles uniquement.

b Matchs officiels uniquement.
Dernière mise à jour le 15 mai 2025.
Cornal Hendricks, né le 18 avril 1988 à Paarl (Afrique du Sud) et mort le 14 mai 2025, est un joueur de rugby à XV et rugby à sept international sud-africain, évoluant aux postes d'ailier et de centre.

## Biographie

### Carrière en club
Cornal Hendricks commence sa carrière au niveau amateur en Border Super League (championnat amateur du tiers ouest de la province du Cap-Oriental) avec le Winter Roses RFC en 2007. Il rejoint ensuite l'académie des Boland Cavaliers, où il joue avec l'équipe des moins de 19 ans en 2007, puis des moins de 21 ans l'année suivante.
Il fait ses débuts professionnels avec les Boland Cavaliers en 2008 lorsqu'il dispute la Currie Cup. L'année suivante, il dispute pour la première fois la Vodacom Cup avec cette même équipe. Il évolue quatre ans avec cette province, partageant son temps entre les postes d'ailier et de centre, et disputant quarante matchs pour neufs essais inscrits.
En 2014, il est recruté par les Cheetahs pour disputer le Super Rugby. Il joue son premier match le 15 février 2014 contre les Lions. Dès sa première saison, il finit meilleur marqueur de son équipe avec six unités,.
Après deux saisons aux Cheetahs, il décide de rejoindre la franchise Stormers, et la Western Province à partir de 2016,. Il ne joue aucune rencontre avec ces équipes en raison d'importants problèmes cardiaques, qui l'écartent longtemps des terrains.
Laissé libre de tout contrat, il s'engage en décembre 2016 avec le RC Toulon en Top 14 en tant que joueur supplémentaire. Cependant, le club varois décide finalement de ne pas recruter après une série de tests physiques et médicaux. En août 2017, il tente à nouveau de se relancer avec les Southern Kings, mais échoue à la visite médicale, toujours en raison de sa condition cardiaque,.
En 2019, après quatre années sans jouer, et après avoir été autorisé à jouer par plusieurs cardiologues, il rejoint la franchise des Bulls,. Il fait son retour au Super Rugby en février 2019 contre les Jaguares. Il effectue ensuite deux saisons de qualité, et il retrouve petit à petit son niveau,. En juin 2020, il prolonge son contrat avec la franchise de Pretoria pour une durée indéterminée.
En 2024, après six saisons du côté de Pretoria, son contrat n'est pas renouvelé, et il prévoit alors de retourner jouer avec les Boland Cavaliers, afin de terminer sa carrière là où elle a commencé,.

### Carrière en équipe nationale
Cornal Hendricks rejoint l'équipe d'Afrique du Sud de rugby à sept en 2011, et fait ses débuts au mois de décembre lors du tournoi de Port Elizabeth comptant pour la saison 2011-2012 de l'IRB Sevens World Series. Il joue trois saisons avec les Blitzboks, avec qui il dispute trois saisons des Sevens World Series, la Coupe du monde 2013, et remporte les épreuves de rugby à sept des Jeux mondiaux 2013 et des Jeux du Commonwealth 2014.
En 2012, il est retenu avec les Barbarians sud-africains (en) pour disputer un match contre l'équipe d'Angleterre
Il est sélectionné pour la première fois avec les Springboks en mai 2014 par le sélectionneur Heyneke Meyer dans le cadre de la série de test-matchs contre l'équipe du pays de Galles. Il joue son premier match international à l'occasion d'une rencontre non-officielle contre le XV mondial le 7 juin 2014. Il obtient sa sélection officielle avec l'équipe d'Afrique du Sud le 14 juin 2014 à l'occasion d'un test-match contre l'équipe du pays de Galles à Durban.
En 2021 et 2022, alors que ses performances en club auraient pu lui permettre de reporter le maillot des Springboks, il n'est pas sélectionné en raison de ses problèmes cardiaques,.

### Mort
Cornal Hendricks meurt brutalement le 14 mai 2025, à l'âge de 37 ans, à la suite d'une crise cardiaque,.

## Palmarès

### En équipe nationale
- Vainqueur des Jeux mondiaux 2013 avec l'équipe d'Afrique du Sud de rugby à sept.
- Vainqueur des Jeux du Commonwealth 2014 avec l'équipe d'Afrique du Sud de rugby à sept.

## Statistiques
Cornal Hendricks compte 12 capes en équipe d'Afrique du Sud, dont douze en tant que titulaire, depuis le 14 juin 2014 contre l'équipe du pays de Galles à Durban. Il inscrit cinq essais (25 points).
Il participe à deux éditions du Rugby Championship, en 2014 et 2015. Il dispute sept rencontres dans cette compétition.